# Tim Bowens
(en) Statistiques sur pro-football-reference
Timothy L. Bowens, né le 7 février 1973 à Okolona (Mississippi) est un joueur américain de football américain, qui évolue au poste de defensive tackle dans l'équipe des Dolphins de Miami avec laquelle il  effectue la totalité de ses 11 années de carrière professionnelle.

## Biographie

### Carrière universitaire
Tim Bowens joue dans l'équipe de football américain et de basket-ball de la Okolona High School (en) de Okolona. Lors de sa dernière année universitaire, il réalise avec son équipe une saison avec 11 victoires pour 2 défaites.

### Carrière professionnelle

#### Dolphins de Miami
Bowens est drafté au premier tour de la draft NFL en 1994 par les Dolphins de Miami. Les Dolphins sont critiqués par rapport à ce choix, car au moment de la draft, Bowens est en surpoids et il n'a participé qu'à 9 matchs lors de sa dernière saison universitaire. Lors de sa première saison, il est élu rockie de l'année par l'Agence Associated Press. Il arrête sa carrière en 2004 à la suite de blessure au dos à répétition.